# Уліссеш Коррея-і-Сілва
Жозе́ Улі́ссеш де Пі́на Корре́я-і-Сі́лва (порт. José Ulisses de Pina Correia e Silva; нар. 4 червня 1962) — бізнесмен і політик Кабо-Верде, прем'єр-міністр країни від квітня 2016.

## Життєпис
1988 року закінчив Школу економіки та управління бізнесом Технічного університету Лісабона. Після випуску працював у банківському секторі, досягнувши, зрештою, посади управляючого директора Банку Кабо-Верде (1989–1994).
У 1995–1998 роках обіймав посаду державного секретаря фінансів, а від 1999 до 2000 — міністра фінансів. 2008 року був обраний мером Праї. У квітні 2016 року Коррея-і-Сілва очолив уряд Кабо-Верде.